# مرتضی مردیها
سید مرتضی مردیها (متولد ۱۲ مرداد ۱۳۳۹) فیلسوف تحلیلی، نویسنده، روزنامه‌نگار و مترجم ایرانی است. او دانشیار گروه فلسفهٔ دانشگاه علامه طباطبایی بود و سپس به عنوان دانشیار گروه ارتباطات این دانشگاه فعالیت می‌کرد. مردیها به خاطر فعالیتش در زمینه معرفی فیلسوفان لیبرال شناخته شده‌است.

## زندگی
مرتضی مردیها در خانواده‌ای متوسّط در اصفهان زاده‌ شد. پدرش (محمد مردیها) از بازاریان اصفهان بود. مردیها دوران نوجوانی را در محلهٔ جلفا در اصفهان گذرانید. پس از انقلاب و همزمان با آغاز جنگ در سال ۱۳۵۹ رهسپار جنوب شد و در مناطق عملیاتی خوزستان در بستان و هویزه و سوسنگرد و آبادان و خرمشهر جنگید.
پس از پایان جنگ، در تهران به ادامه تحصیلات پرداخت.
در دوران ریاست جمهوری محمد خاتمی در دوران موسوم به اصلاحات، عضور شورای سردبیری روزنامه جامعه بود و با روزنامه‌های توس و نشاط به عنوان ستون‌نویس اصلی همکاری داشت. او در فروردین‌ماه سال ۱۳۸۹ از دانشگاه علامه طباطبایی اخراج شد و در مهرماه ۱۳۹۰ به فرانسه و سپس آمریکا مهاجرت کرد. مردیها پس از آن به مؤسسه مطالعات پیشرفته ردکلیف در دانشگاه هاروارد رفت و در آنجا از سال ۲۰۱۱ تا ۲۰۱۲ به عنوان «نویسنده مستقل» در زمینه فلسفه فعالیت کرد. مردیها از سال ۱۳۹۷ مجدداً در دانشگاه علامه طباطبائی در دانشکده ارتباطات به عنوان دانشیار مشغول به فعالیت شد.
در بهمن ماه ۱۴۰۱ فعالیت او به عنوان استاد دانشگاه علامه طباطبایی مجدداً به حالت تعلیق درآمد و سرانجام بهار ۱۴۰۲ دانشگاه او را پیش از موعد بازنشسته کرد.

## تحصیلات
مردیها دوره کارشناسی ارشد «کلام و حکمت اسلامی» را در سال ۱۳۷۰ با نگارش رساله‌ای تحت عنوان «رئالیسم در فلسفه اسلامی و پیچیدگی‌های شناخت» به راهنمایی عبدالکریم سروش در دانشگاه تهران گذراند. او دوره کارشناسی ارشد فلسفه را در دانشگاه تولوز و دوره دکترای فلسفه (روش‌شناسی) را در دانشگاه نانت در سال ۱۳۷۵ به پایان برد.

## دیدگاه‌ها
مردیها از هواداران فلسفه تحلیلی است و معتقد است فلسفه باید به سمت تجربه‌گرایی پیش رود و بر آن است که تا زمانی که فلسفه‌های آرمانی و آسمانی بر فضای فکری ایران حکمرانی می‌کند، زندگی و زیست آدمیان هم در توهمات و رؤیاها سپری می‌شود.
مردیها معتقد است دیدگاه آرمانی و ایده‌های مناقشه‌برانگیز و حیرت‌سازِ اندیشه‌های چپ و نسبی‌گرایی، باعث جلب توجه به این ایده‌ها گردیده: «مقایسهٔ عشق و دوستی، مقایسهٔ فلسفهٔ قاره ای و فلسفهٔ آنگلوساکسون است؛ عشق درست مثل نوشته‌های نیچه، هگل، شوپنهاور مارکس، سارتر… مجموعهٔ پیچیده‌ای از شور، شهوت، خشم، کینه، بلندپروازی، ایثار، سلطه، کنجکاوی، خلاقیت، عمق و ابهام است. لذت و هیجان گم شدن در هزارتوی آن به شدت اغواگر است، اما گمشدگی، ناامیدی، خود یا دگرآزاری، و خودکشی یا دیگرکشی کمینگاهی است که بر سرِ راه است، اگر اصلاً راهی در کار باشد… نوشته‌های هیوم، میل، پوپر، جیمز، کواین و… بیش و کم سامانه ای از صراحت، آرامش، دقت، استدلال، میانه‌روی، تمایز و روشنی. برای همین[این ایده‌ها] چنگی به دل نمی‌زند؛ هوش‌ربا نیست. میان بودن و نیستی بکلی سرگردان نیست. زیاد دچار «تهوع و طاعون» نمی‌شود… و اینها چیزهایی است که کاربست آن فلسفهٔ آلمانی را دود می‌کند و به آسمان می‌فرستد.
مردیها همواره به نقد فیلسوفان قاره‌ای پرداخته و جریان فکری-سیاسی آنان را پر خطا و خطر می‌داند که اقبال شورمندانهٔ برخی افراد به ترفندواره‌های آن نگران کننده است؛ چون گرچه شورِ آرمان‌خواهانهٔ آنان را یک‌چند تسکین می‌دهد، اما ماندن در مستیِ آن عَبَث‌ناک است و خماری بعد از آن تَعَب‌ناک.
مردیها اذعان می‌کند که کارل پوپر به واسطه منطق علمی در میان مشهورترین فیلسوفان قرن بیستم (مارتین هایدگر، لودویک ویتگنشتاین، برتراند راسل، کواین و کارل پوپر) دارای بیشترین اهمیت است و به نقد آراء و پیامدهای فکری-سیاسی مارتین هایدگر و نقد فلسفه زبان ویتگنشتاین پرداخته‌است.
مردیها در یک سخنرانی در دانشکده علوم اجتماعی دانشگاه تهران به بررسی و نقد کتاب «ساختار انقلاب‌های علمی؛ تامس کوهن» پرداخته و دیدگاه‌های نویسنده در باب «انقلابی بودن علم» را رد می‌کند و بر اهمیت «منطق اکتشاف علمی؛ کارل پوپر» تأکید می‌کند.

## نمونه نثر علمی و مقاله
این علاقه مردمان به امور و عقاید اعجاب‌آور و شگفتی ساز نکتهٔ مهمی است. ممکن است به ذهن بسیاری خطور کرده باشد که چگونه نوابغی هم‌چون مارکس و فروید این را درک نکردند که هر آینه ایدهٔ اصلی خود را با برخی روشن‌نگری‌ها و ملاحظات تکمیلی و چشم‌اندازنگر و به حساب گرفتن عوامل دیگری که در عرض یا در حاشیهٔ علت اصلی مورد نظر آنان عمل می‌کند، تکمیل و تعدیل کنند حاصل کارشان قابل دفاع‌تر خواهد بود تا این‌که همه‌چیز را، حتی در موارد غریب و باورنکردنی، به شکلی اغراق شده به پای یک علت ببندند. (مثلاً علیت قاطع احوال جنسی فرد در کودکی و نوجوانی بر عموم انتخاب‌های بزرگسالی از اخلاق تا سیاست، در فروید؛ یا علیتِ قاطعِ شیوهٔ تولید بر تقریباً تمامی مسائل زندگی از خانواده تا دین). یک پاسخ می‌تواند این باشد که در آن صورت به احتمال زیاد نظریات آنان چنین شهرتی به چنگ نمی‌آورد. سخن معقول و معتدل و چندجانبه‌نگر شبیه غذای سالم است که شانس اندکی برای جذابیت فراوان دارد.

## نمونه نثر ادبی
«راست می‌گویید بانو. عشقِ یک‌سویه دردی است نابودگر. چنین کسی ذره ذره از جسم خود، از روح خود می‌تراشد و به دست باد می‌دهد. انگار که کسی خودش به دست خودش یک به یک تاری و پودی از جسمش و جانش برآورد، نگاهی به آن بیندازد و فوتی در تن آن کند و بسپاردش به آغوشِ باد، تا ببرد و در اولین گُم‌خانه ای که سرراهش یافت دفنش کُنَد. و شما بانوگمان نمی بریدکه روزی عاشق شوید و معشوق شما با شما همین کُنَد؟»
«چیزی که نمی‌یاری دانستن این که، جهان را امور تنها با خواهش و خروش نیست که می‌چرخد. خِرَد هم این میانه کاره‌ای است»
«عشق فوران عاطفه است و در غبارانگیزی آن جای فراخی برای تیزبینی عقل بر جا نمی‌ماند».
«ما بنی بشر را هم باور این سخت مولِم (دردآور) است که با این همه اِهِن و تُلُب به این جهان تشریف فرما شده‌ایم که این‌طور تسلیم غریزه و روزمرِگی شویم. بهتر که بگوییم تیرخیش تغییر عالم است که خارخار ذهن ما است، نه خارِ کوچک گشنگی و عاشقی».

## تالیفات ادبی
مرتضی مردیها علاوه بر ترجمه و تألیف آثاری با موضوع فلسفه و علوم اجتماعی، چهار کتاب ادبی نیز تألیف کرده‌است:
- در شعله‌های آب؛ نشر کویر؛ ۱۳۷۸؛ رمانی است که حوادث آن در جنگ و در جنوب (خوزستان) می‌گذرد.
- توفیق ادب؛ نشر علم؛ ۱۳۹۷؛ مجموعه مقالاتی است که متأثر از ادبیات کلاسیک فارسی و آثار مولوی، سعدی و حافظ نوشته شده‌است و مضمون اصلی آن «عشق» است.
- در حضرت مثنوی؛ اندکی گستاخ بیش مودب؛ نشر علم؛ محتوای کتاب با نگاهی به حکایات مثنوی معنوی مولانا نگاشته شده‌است.
- پناه بر دی‌تی (دفترچهٔ خیالات روزانه)؛ نشر علم؛ ۱۴۰۱؛ کتاب مجموعه ای از یادداشت و گزارش احوال شخصی و زندگی مردیها در سال‌های ۱۳۸۷–۱۳۸۸ می‌باشد که بین خیال و واقعیت دررفت و آمد است و همچنین در بین سطور آن دیدگاه‌های نویسنده در باب مسائل فلسفی و اجتماعی بیان شده‌است.

## مقالات
-استدلال طبیعی
- پیچیدگی امور و دشواری تبیین علّی[۱۹]
- نقش توسعه اقتصادی در تحول فرهنگی؛ عصر پساجنگ در ایران[۲۰]
- معنا و مبنای تبیین در علوم اجتماعی[۲۱]
- فلسفه علم و فلسفه سیاست، تأثیر روش شناختی علم مدرن بر حقوق سیاسی[۲۲]
- مرده ریگ سنت روشن فکری[۲۳]
- خوب و خواستنی: نقدی بر فلسفه اخلاق میل[۲۴]
- تناقض نمای ناسیو نالیسم[۲۵]
- مرگ مجنون: در نقد عشق[۲۶]
- آسیب‌شناسی آزمون ورودی دانشگاه[۲۷]